# كيركا
كيركا (بالبلغارية: Керека)‏ قرية تقع إدارياً ضمن مقاطعة غابروفو في بلغاريا. ويبلغ عدد سكانها 72 نسمة حسب تعداد 15 مارس 2015. تعتمد كيركا للبريد على الرمز البريدي 5388.